# Qasbek Geterijew
Qasbek Chasisowitsch Geterijew  (* 30. Juni 1985 in Proletarskoje, Kabardino-Balkarien, UdSSR) ist ein kasachischer ehemaliger Fußballspieler.

## Karriere

### Verein
Geterijew begann seine Karriere beim russischen Amateurklub Burewestnik in Schachty, bis er von den Scouts aus Naltschik entdeckt wurde. Zunächst für die zweite Mannschaft von Spartak Naltschik engagiert, spielte er drei Jahre mit der ersten Mannschaft in der russischen Premjer-Liga. Nach dem Ablauf seines Vertrages unterschrieb er zunächst bei Schemtschuschina Sotschi in der 1. Division, wechselte aber zum Beginn der neuen Saison zum Aufsteiger in die Premjer-Liga Alanija Wladikawkas. Im Januar 2013 wechselte er in die kasachische Premjer-Liga zu FK Qairat Almaty.

### Nationalmannschaft
Im Sommer 2010 bekam Geterijew neben der russischen die kasachische Staatsangehörigkeit. Am 7. September 2010 gab er sein Debüt in der kasachischen Fußballnationalmannschaft im Spiel gegen Österreich.